# Srbijansko-crnogorska ženska vaterpolska reprezentacija
Ženska vaterpolska reprezentacija Srbije i Crne Gore predstavljala je državu Saveznu Republiku Jugoslaviju odnosno Srbiju i Crnu Goru u međunarodnom športu ženskom vaterpolu.

## Nastupi na velikim natjecanjima

### EP 1997.
- 13. kolovoza 1997.:  Njemačka -  SR Jugoslavija 8:5
- 14. kolovoza 1997.:  Francuska -  SR Jugoslavija 9:5
- 15. kolovoza 1997.:  Grčka -  SR Jugoslavija 8:2
- 16. kolovoza 1997.:  SR Jugoslavija -  Češka 11:10
- 17. kolovoza 1997.:  Mađarska -  SR Jugoslavija 15:1

- 19. kolovoza 1997.:  SR Jugoslavija -  Velika Britanija 5:4

- plasman: 9. mjesto u konkurenciji 12 momčadi[1]